# Cryptocephalus loebli
Cryptocephalus loebli – gatunek z rzędu chrząszczy z rodziny stonkowatych. 
Gatunek ten został opisany w 1997 roku przez Davida Sassiego i umieszczony w podrodzaju Homalopus.
Występuje endemicznie w Turcji.